# Micropipetta

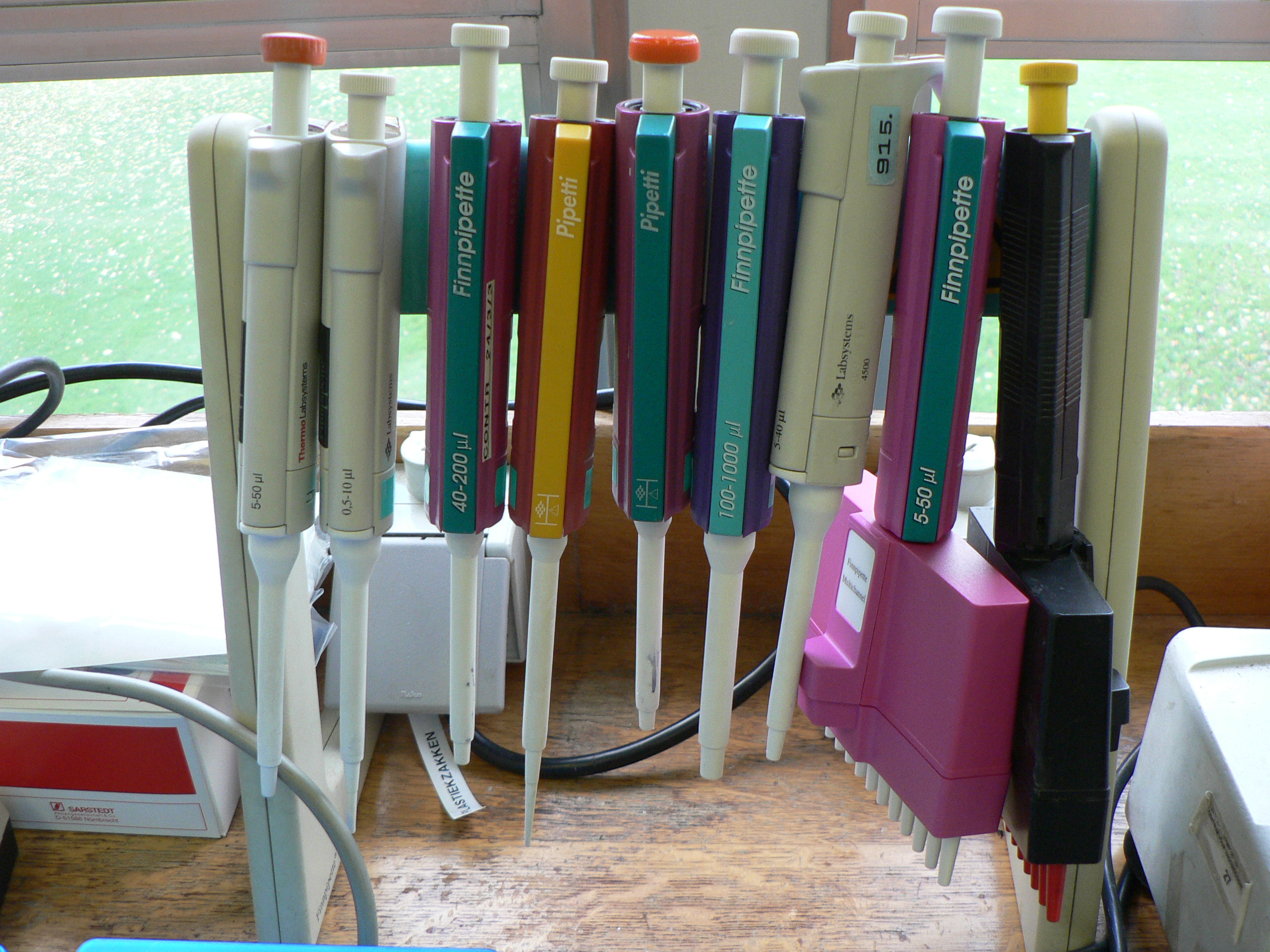
Alcune micropipette

La micropipetta è uno  strumento utilizzato nei laboratori, soprattutto biologici o chimici, adatto al trasferimento di piccole o piccolissime quantità di liquidi, nell'ordine dei microlitri (μL), in cui è possibile selezionare le aliquote da prelevare operando su di un selettore. Normalmente vengono utilizzate micropipette che consentono il prelievo di 1.000-100 μL, 100-10 μL e 10-1 μL.
Le micropipette sono composte da un blocco principale (costituito dal selettore di volume, dall'indicatore di volume, dall'impugnatura, dal bottone di aspirazione-rilascio del liquido e da un bottone d'espulsione dei puntali) e dai puntali, che sono separati dal blocco principale. Le micropipette funzionano con puntali monouso in materiale plastico, adatti ad assicurare la pulizia degli stessi; per applicazioni particolari si può fare uso di puntali sterili.